# Fred Roberts
Fred Roberts   (Belfast, 2 de gener de 1905 - Belfast, 3 d'octubre de 1988) fou un futbolista nord-irlandès de la dècada de 1930.
Destacà defensant els colors de Glentoran i Distillery. També jugà amb la selecció d'Irlanda (unificada).